# Eugenia kuebuniensis
Eugenia kuebuniensis är en myrtenväxtart som beskrevs av André Guillaumin. Eugenia kuebuniensis ingår i släktet Eugenia och familjen myrtenväxter.
Artens utbredningsområde är Nya Kaledonien. Inga underarter finns listade i Catalogue of Life.